# El Tío (demon)

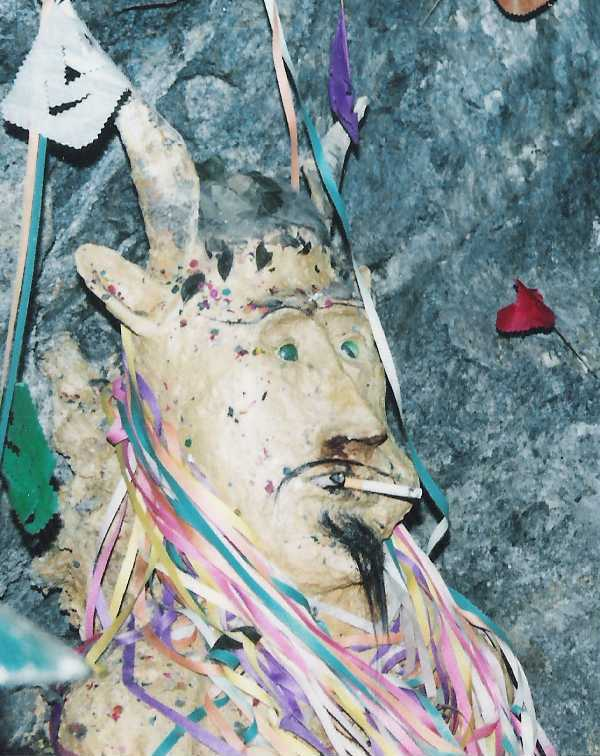
En El Tío-figur i en gruva i Potosí, Bolivia, 1993

El Tío (farbror), som  anses vara "underjordens härskare", håller till i berget Cerro Rico i departementet Potosí i Bolivia. Det finns många statyer av detta djävuls- eller getliknande andeväsen i gruvorna i Cerro Rico. El Tío härskar över gruvorna och skyddar dem, men kan också förstöra dem. 
Gruvarbetarna offrar till exempel cigaretter, kokablad, och spritdrycker till El Tío så att han inte skall ta över gruvan. Han tycker om sällskap så de sitter ofta en stund tillsammans med honom. Invånarna i Potosi brukar också slakta en lama och stryka blodet på porten till gruvan.
Gruvarbetarna i Cerro Rico är katoliker och tror på både Jesus och El Tío, men  tillbedjan av honom har förbjudits av den katolska kyrkan. Bilder av El Tío ses sällan utanför gruvorna eftersom jordens yta och allt på den tillhör gud och därför är El Tío är inte välkommen där. På samma sätt är kristna symboler och amuletter inte tillåtna i gruvan eftersom allt under jorden tillhör El Tío.
På den årliga karnevalen i staden Oruro är deltagare utklädda till El Tío och figurer som visar hur han besegras av ärkeängeln Mikael bärs runt. Det är det enda tillfället som avbildningar av El Tío visas utanför gruvorna.